# Wilhelm Dörter
Wilhelm Dörter (* 13. Februar 1898 in Mainz als Wilhelm Jakob Emanuel Dörter; † September 1968 als William Doerter in New York) war als Mitglied der SAP in Mainz und in Frankfurt am Main im antifaschistischen Widerstand aktiv. Er wurde von der Gestapo verfolgt, mehrfach angeklagt, verurteilt und nach der Haft vorübergehend in einem Konzentrationslager festgehalten. Ende 1936/Anfang 1937 konnte er sich nach seiner Freilassung einer erneuten Verfolgungen durch die Flucht nach Paris entziehen, wo er beinahe ein Opfer des Mörders Eugen Weidmann geworden wäre. Der mit Dörter befreundete Georg K. Glaser hat das in mehreren seiner Texte, am ausführlichsten wohl in die  Die Geschichte des Weh, aufgegriffen. Dörter, dem 1938 die deutsche Staatsbürgerschaft aberkannt worden war, konnte Anfang der 1940er Jahre in die USA  emigrieren.

## Die Jahre 1898 bis 1924
Die Eltern von Wilhelm Dörter waren der Mainzer Kaufmann Wilhelm Stephan Dörter (* 30. Dezember 1861 in Mainz) und seine Frau Marie (geborene Lambert; 31. Mai 1865 in Darmstadt). Laut einer Akte im Hessischen Hauptstaatsarchiv hatte das Ehepaar auch noch einen weiteren Sohn, Karl (* 8. Juli 1899 in Mainz), dem  sein Bruder 1936 aus dem Gefängnis heraus einen Brief zukommen ließ. Im Deutschen Reichsanzeiger und Preußischen Staatsanzeiger vom 11. Mai 1934 findet sich der Hinweis, auf eine Änderung im Handelsregister für die in der Schusterstraße 48 in Mainz ansässige Firma Jacob Dörter, die als offene Handelsgesellschaft aufgelöst, aber unter unverändertem Namen vom bisherigen Gesellschafter Wilhelm Dörter, Kaufmann in Mainz, fortgesetzt werde. Karl Dörter jr. wurde in dem Zusammenhang Einzelprokura erteilt.
Wilhelm Dörter besuchte bis zu seinem 17. Lebensjahr das Realgymnasium in Mainz. 1915 meldete er sich freiwillig zum Kriegsdienst und wurde bereits 1916 mit dem Eisernen Kreuz (EK II) ausgezeichnet. In den letzten Wochen des Krieges wechselte er auf eigenen Wunsch zu den Fliegern und diente bis Mitte 1919 als Schreiber des Gerichtsoffiziers der Fliegerabteilung in Gotha.
Nach seinem Ausscheiden aus dem militärischen Dienst besuchte Dörter im Wintersemester 1919/1920 naturwissenschaftliche Vorlesungen an der Frankfurter Universität, bevor er von 1920 bis 1922 als Lehrling und Volontär bei der Mitteldeutschen Creditbank in Frankfurt arbeitete. Im Anschluss daran wurde er Prokurist bei einer Frankfurter Maklerfirma. Diese Stelle gab er 1924 auf und unternahm mehrere Auslandsreisen, die ihn in südeuropäischen Länder und nach Nordafrika führten. Leisten konnte er sich das laut Anklageschrift aufgrund eigener Ersparnisse und durch den Verkauf seiner wertvollen Briefmarkensammlung.

## Student und politischer Aktivist
Es gibt keine Hinweise darauf, wann Dörters Reisen endeten und er erneut in Frankfurt zu studieren begann. Ohne nähere Datumsangaben heißt es in der Anklageschrift:

„Nach vergeblichen Versuchen, wieder bei einer Bank anzukommen, wandte er sich erneut dem Studium zu und hörte in Frankfurt a.M. Philosophie and Nationalökonomie. Durch nähere Bekanntschaft mit verschiedenen Dozenten kam er an das Institut für Sozialwissenschaft, wo er mit Hilfe eines Stipendiums im Archiv arbeitete. Nach längerer Erkrankung und Verlust des Stipendiums gab er im Sommer 1932 das Studium auf und ging in das väterliche Geschäft nach Mainz.“

Gemeint war natürlich das Institut für Sozialforschung, ansonsten wird diese Darstellung aber auch von Axel Ulrich übernommen, der zusätzlich erwähnt, dass Dörter bei Max Horkheimer studiert habe.:S. 110 Davon ging auch Georg K. Glaser aus, der 1939 einen Bittbrief an Horkheimer richtete und diesen um Unterstützung für den in Paris in großer Not lebenden Dörter bat.
Aus unabhängigen Quellen ist über Dörters universitäre und außeruniversitäre Aktivitäten vor 1932 nichts bekannt. Besser informiert zeigte sich da die Anklageschrift:

„Durch seinen Umgang mit marxistisch gesinnten Frankfurter Universitätslehrern und durch seine Tätigkeit am Institut für Sozialwissenschaft war der Angeschuldigte immer mehr in das politische Fahrwasser geraten. Er entschied sich für die "Kommunistische
Opposition" (KPO.) und trat etwa im Januar 1930 der Studentengruppe der KPO. als sympathisierendes Mitglied bei. Im Jahre 1931 ging er mit einem großen Teil seiner Genossen zur neu gegründeten Sozialdemokratischen Arbeiterpartei (SAP.) über und schloß sich dann der sogenannten Trotzki-Gruppe (einer linksoppositionellen Gruppe innerhalb der SAP ) an. Für diese hat er von Ende 1932 ab diejenige Tätigkeit entfaltet, die den Gegenstand des vorliegenden Verfahrens bildet.“

Auch für Axel Ulrich war Dörter Ende 1932 einer der Initiatoren zum Aufbau einer trotzkistischen Fraktion innerhalb der Mainzer SAP.:S. 109 Im Frühjahr 1933 ging er zurück nach Frankfurt setzte hier seine trotzkistischen Aktivitäten innerhalb der SAP fort. In einem internen Konflikt setzte er sich gegen Alfred Hooge durch, der „die Frankfurter Trotzki-Gruppe aus der SAP herauslösen [wollte], um sie als eigenständige Organisation fortzuführen“.:S. 110 Die Anklage wirft Dörte eine Nähe zu der von Anton Grylewicz initiierten Gruppe Linke Opposition der KPD und die Verbreitung von deren Organ Permanente Revolution vor:S. 7 sowie laut Urteil die Verteilung weiterer Schriften und Auftritte in Versammlungen Ende Februar 1933. Ebenfalls zum Vorwurf wurde, dass er seine „umfangreiche Sammlung marxistisch-revolutionärer Literatur, die er sich während seiner Tätigkeit im Archiv des Instituts für Sozialwissenschaft zugelegt hatte, in seiner Frankfurter Wohnung zurückgelassen“ und diese aus Furcht vor einer polizeilichen Beschlagnahme schließlich zusammen mit Eva Steinschneider (damals noch Eva Reichwein) in der Wohnung von Adolf Moritz Steinschneider, Evas bereits in die Schweiz geflüchtetem Lebenspartner, versteckt habe.:S. 7 f
Zum Verhängnis wurde Dörter, Hooge und Reichwein allerdings ein dilettantischer Fehler bei der konspirativen Arbeit

„Am 11. September 1933 war in einem Wagen der Straßenbahn Linie 12 in Frankfurt a.M. ein Karton liegengeblieben, der Wachsmatrizen zur Herstellung des Blattes „Permanente Revolution“ Nr. 2 - München Juli 1933 - enthielt. Die Nachforschungen nach dem Verlierer führten nach der Villa des Professors Hillmann in Frankfurt a.M.-Eschersheim, Altheimstraße 10, wo bei sofortiger Durchsuchung eine Europa-Schreibmaschine und ein Abziehapparat „Greif“ beschlagnahmt wurden. Nach Festnahme der Eheleute Professor Hillmann, des Schwiegersohns Petersen und einer gewissen Helene Engelhardt, die sich unangemeldet im Hause aufhielt, ergab sich durch die weiteren Ermittlungen, daß die verlorenen Matrizen vom Angeschuldigten stammten, der längere Zeit im Hillmannschen Hause gewohnt hatte. In der inzwischen nach der Marburger Straße 2 verlegten Wohnung des Angeschuldigten fanden sich neben zahlreichem Adressenmaterial eine Matrize für das Titelblatt der September-Nummer „Und Sowjet-Rußland ? Internationale linke Opposition Bolschewiki=Leninisten“ sowie ein zum Teil mit unsichtbarer Tinte geschriebener Brief.“

Dörter wurde am 14. September 1933 in Schutzhaft genommen; am 5. Januar 1934 erfolgte dann die Vollstreckung eines regulären Haftbefehl gegen ihn.:S. 5 Verhaftet wurden unter anderem auch Alfred Hooge sowie Eva Reichwein, nachdem sie aus der Schweiz zurückgekehrt war, wohin sie sich bereits abgesetzt hatte. Durch ihre Rückkehr blieben vor allem ihre Eltern, das Ehepaar Hillmann, vor weiteren Verfolgungen verschont. Dörter, Reichwein, Hooge und andere wurden angeklagt, „das hochverräterische Unternehmen, die Verfassung des Deutschen Reiches gewaltsam zu ändern“, vorbereitet und „nach dem 15. Juli 1933 es unternommen zu haben, den organisatorischen Zusammenhalt der Sozialistischen Arbeiter-Partei (Trotzki=Gruppe), einer anderen politischen Partei als der Nationalsozialistischen Deutschen Arbeiter-Partei, aufrechtzuerhalten“.:S. 1 f
Die Anklage bezog sich explizit auf „die hochverräterischen Bestrebungen der im Geheimen fortbestehenden SAP.“, die der 4. Strafsenat des Reichsgerichts bereits am 4. Januar 1934 im Prozess gegen „Lamm und Genossen“ als Rechtsgrundlage festgeschrieben hatte.:S. 4 Das Verfahren gegen Hooge, Reichwein und andere wurde abgetrennt und an den Generalstaatsanwalt in Kassel abgegeben. Diese erhob am 24. Januar 1934 ebenfalls Anklage wegen Vorbereitung zum Hochverrat.:S. 7 Hooge wurde am 5. April 1934 zu acht Monaten Gefängnis verurteilt, Reichwein zu einer Gefängnisstrafe von fünf Monaten. Da ihr die Untersuchungshaft auf die Strafe angerechnet wurde, konnte Eva Reichwein nach ihrer Entlassung im Sommer 1934 erneut in die Schweiz reisen.
Auch Dörter wurde in Berlin 23. August 1934 „wegen Vorbereitung eines hochverräterischen Unternehmens in Tateinheit mit einem Verbrechen gegen das Gesetz gegen die Neubildung von Parteien“ verurteilt. Allerdings fiel seine Strafe mit zwei Jahren Haft, auf die sieben Monate Untersuchungshaft angerechnet wurden, deutlich höher aus als die Strafen für Hooge und Reichwein.:S. 1 Wo er inhaftiert wurde, ist nicht bekannt, und auch nicht das genaue Datum seiner Entlassung. Bereits im Februar 1936 geriet Dörter aber erneut ins Visier der Gestapo in Frankfurt. In deren von Axel Ulrich zitierten Bericht hieß es: „Wegen Vorbereitung zum Hochverrat wurde der frühere Student Willi Dörter in Schutzhaft genommen, weil er nach seiner Entlassung aus dem Gefängnis wieder versucht hat, Verbindung mit dem früheren Studenten und SAP-Verdächtigen Hans Dombrowski aufzunehmen. Nach vertraulicher Mitteilung hat er die Absicht, sich dem ihm ebenfalls befreundeten Leiter der SAP-Auslandszentrale in Paris, Paul Wassermann, zur Verfügung zu stellen.“:S. 125 Nach Ulrich gehörte Wassermann zwar zur obersten Führungsebene der SAP, wurde in dem Bericht aber mit Jacob Walcher, dem eigentlichen Leiter der SAP-Auslandszentrale verwechselt.
Wilhelm Dörter wurde nach seiner erneuten Verhaftung vorübergehend in ein Konzentrationslager eingeliefert, kam aber vermutlich Ende 1936 wieder frei. Weil er sich der Meldepflicht entzog, wurde „nach ihm bereits seit Anfang 1937 wieder gefahndet“.:S. 126 Bei dem von Ulrich erwähnten Konzentrationslager handelte es sich nach Georg K. Glaser vermutlich um das  KZ Esterwegen, in das Dörter alias Mainzer eingeliefert worden war. Trotz der laufenden Fahndung gelang es Dörter 1937 nach Frankreich zu fliehen, wo er  auf Glaser traf, den er von früher kannte.:S. 17 Wann dieses Zusammentreffen geschah, lässt sich nicht genau ermitteln, doch geht Ralph Schock davon aus, dass es Anfang Dezember 1938 war, als Dörter einer Einladung von Eugen Weidmann folgen wollte, den er aus der gemeinsamen Haft in Frankfurt kannte.:S. 151 Nach Schock, aber auch nach Glaser, war Weidmanns Einladung eine Falle, um Dörter zu ermorden. „Denn Dörter kannte Weidmanns wahre Identität und stellte deshalb eine Gefahr für ihn dar.“:S. 152  Glaser, der sich um Dörter sorgte, schloss sich diesem bei seinem Besuch bei Weidmann an und rettete diesem vermutlich das Leben.
Bei dem Prozess gegen Weidmann wurde, wie die Pariser Tageszeitung ausführlich berichtete, auch  Wilhelm Dörter als Zeuge gehört.
Die Beziehung zwischen Dörter und Glaser war ambivalent. Während letzterer in seinem Brief an Max Horkheimer ein eindrückliches Bild von Dörters materieller Not im Pariser Exil zeichnet und flehentlich um materielle Unterstützung für ihn bittet, zeichnete er in der 1968 verfassten Geschichte des Weh ein wenig schmeichelhaftes Bild seines früheren Gefährten.

„Er war Soldatenrat gewesen, großer Kenner der Geschichte und beredter Meister der ›politischen Wissenschaften‹ geworden, hatte Motorräder unterhalten, um den jungen Arbeitern unserer Dörfer ähnlicher zu werden, und war noch nach den furchtbaren Schulen des Untergrundes, der Folterkeller, der Gefängnisse und der Lager unfähig, mit wem es auch sein konnte, ausgewogen und schlicht zu reden.“

Ralph Schock kann über die Gründe für diese und viele weitere Ausfälle gegen Dörter nur Vermutungen anstellen, weist aber darauf hin, dass Glaser in dem früher erschienenen Buch Geheimnis und Gewalt, in dem Dörter unter dem Namen Albert auftrat, „keinerlei Hinweise für eine Geringschätzung“ hat erkennen lassen.:S. 155 Außerdem war Dörter der Patensohn von Glasers Sohn aus erster Ehe mit Madeleine, wobei allerdings auch erwähnt wird, dass er eben dieser Frau vergeblich einen Heiratsantrag gemacht habe und mit ihr in die USA auswandern wollte. Gleichwohl erreichten das Patenkind später immer wieder Geschenksendungen von Dörter aus den USA.:S. 155

## Nach dem Ende des Zweiten Weltkriegs
Dörters Leben in den USA ist nur spärlich dokumentiert. Die Datenbank von Ellis Island enthält keinen Eintrag über seine Einreise. Einige Anhaltspunkte ergeben sich lediglich aus einem bei Ancestry dokumentierten Eintrag in das Wählerverzeichnis von Manhattan. Der Eintrag erfolgte am 9. Oktober 1956 und gibt Auskunft darüber, dass William Doerter am 11. November 1954 eingebürgert worden war, bei der Investmentbank Hallgarten & Co arbeitete und sich zur Demokratischen Partei bekannte. Im Social Security Death Index (1935-2014) wird New York als letzter Wohnort zum Zeitpunkt seines Todes genannt.